# Sjundeå kyrkoby
Sjundeå kyrkoby är en by i Sjundeå kommun i Nyland, Finland. I byn ligger socknens kyrka, Sjundeå kyrka, helgad åt Sankt Petrus. Ända till 1950-talet var Sjundeå kyrkby kommunens centrum med flera affärer och banker, men sedan centrumfunktionen övertogs av stationssamhället har servicen koncentrerats till den senare byn. Sjundeå kyrkoby har ett vackert läge mellan flera höga berg och genomskärs av Kyrkån. I byn bor cirka 354 invånare.

## Omgivning
Byns centrum ligger i korsningen mellan Svidjavägen och Kyrkovägen, strax norr om kyrkan, vid bron över Kyrkån. Det här är den lägsta platsen mitt emellan det cirka 70 m höga Krejansberget och det betydligt lägre Skällberget.
Huvuddelen av bebyggelsen ligger just i närheten av korsningen, där även det gamla kommunhuset Åvalla ligger. Västerut öppnar sig Kyrkådalen som fortsätter med vida slätter och odlingsmarker västerut mot Virkby. Mot öster går Kyrkån in i en brant och trång dalgång mellan kyrkan och Krejansberget. På sluttningen på Krejansbergets sida ligger Sjundeå hembygdsmuseum.
Bebyggelsen fortsätter västerut längs Kyrkovägen där även nya bostadsområden uppstått under de senaste 10 åren. Denna bebyggelse fortsätter längs hela Kyrkovägen ända till Svartbäck som också kan ses vara en del av kyrkobyn. Sjundeå kyrkoby är en vidsträckt by och bebyggelse finns på så gott som samtliga av de centrala kullarna, mer eller mindre omgivna av odlingsmarker. Nära kyrkan finns Tjusterby vid Tjusterbybergens sydsluttningar. Här finns även Tjusterby herrgård. I sydväst ligger Västerby som i sig är en ganska stor by, på kullarna mellan Sjundeåvägen, Länsmansbacken och Lappersvägen. Här finns även Sjundeå FBK, före detta Päivärinne skola, och en gammal servicestation. Sydost om Tjusterby och Västerby ligger Sjundeå bad.
I kyrkbyn ligger också Sjundeå församlingshem där Sjundeå svenska församling och Sjundeå finska församling har gemensam pastorsexpedition. Omkring kyrkan finns Sjundeå begravningsplats och Sjundeå hjältegravar. 

## Historia
Sjundeå kyrkby var kommunens centrum ända till 1950-talet.

### Porkalaparentesens tid
Under Porkalaparentesens tid evakuerades all service från stationssamhället till kyrkbyn. Då hade kyrkbyn bland annat Helsingfors Aktiebanks kontor, Sjundeå Sparbanks kontor, posten, många olika butiker, såsom cykelbutik och köttbutik, två skomakare, två sömmare och Sjundeå Handelslags butik. Senare öppnade också Keko från Lojo butik i Sjundeå kyrkby. 
Efter renoveringen fungerade Åvalla vid Kyrkån som kommunhus. År 1949 byggdes också ett nytt hälsovårdshus i kyrkbyn med stöd från Sjundeås vänkommun i Sverige, Fellingsbro. Där hade man läkarmottagning, rådgivning och tandläkare.

### Efter Porkalaparentesen
Efter Porkalaparentesen flyttades servicen så småningom tillbaka till Sjundeå station. Sjundeå var ändå för litet för att kunna uppehålla två kommuncentrum vilket medförde att när stationssamhället växte då krympte kyrkbyn.

## Bilder

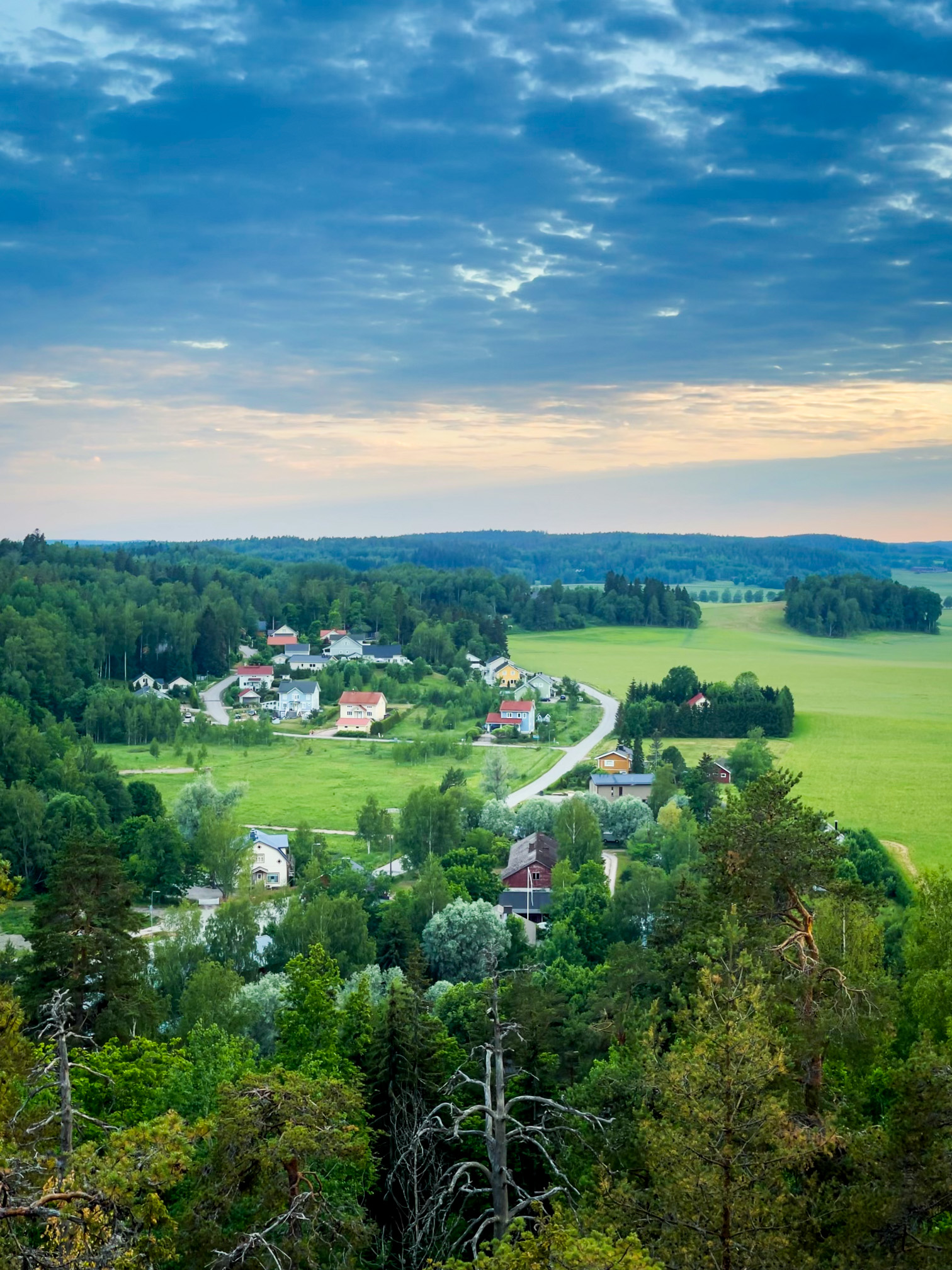
Sjundeå kyrkby sett från Krejansberget.
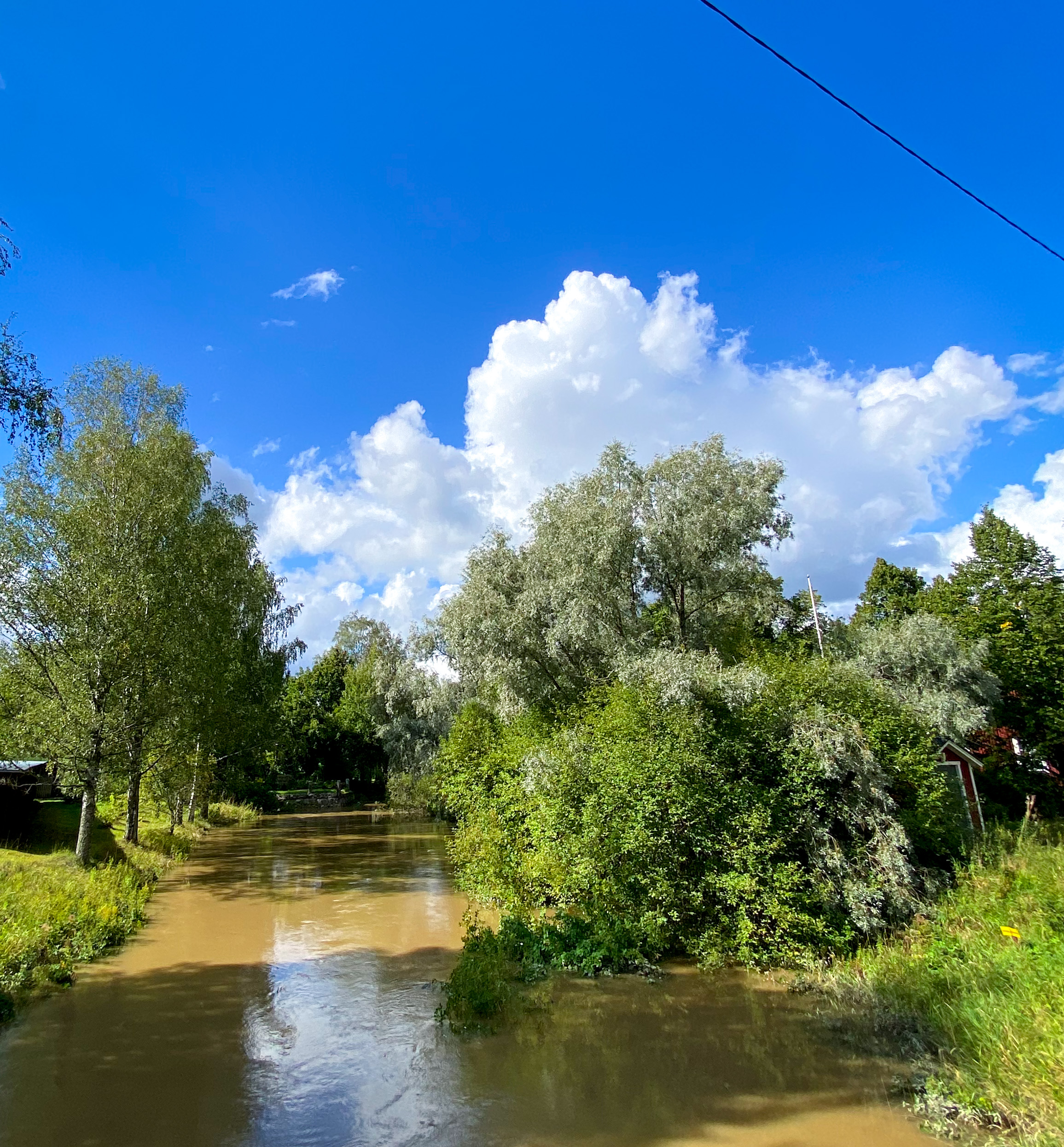
Kyrkån i Sjundeå kyrkby.
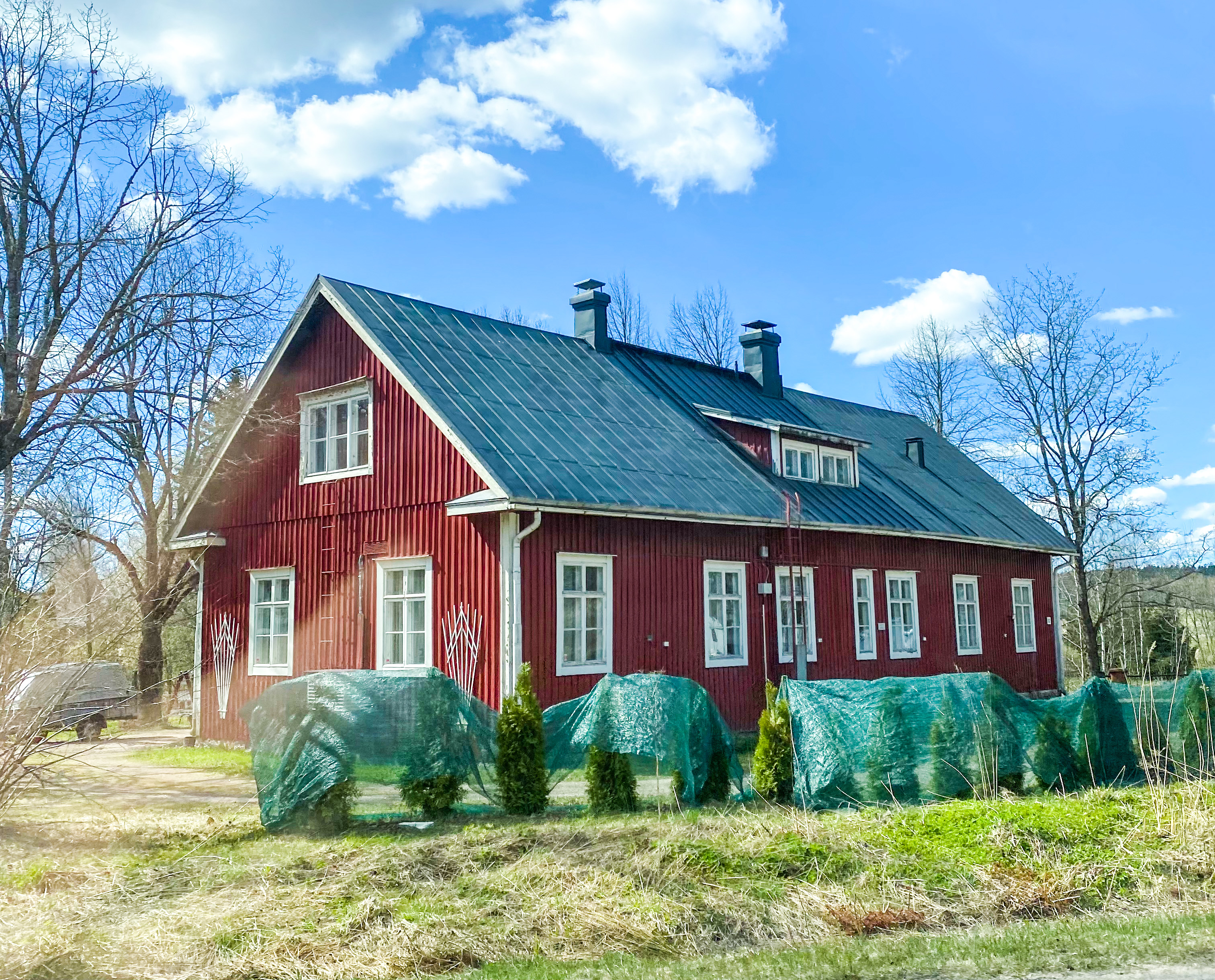
Före detta kommunhuset, Åvalla.
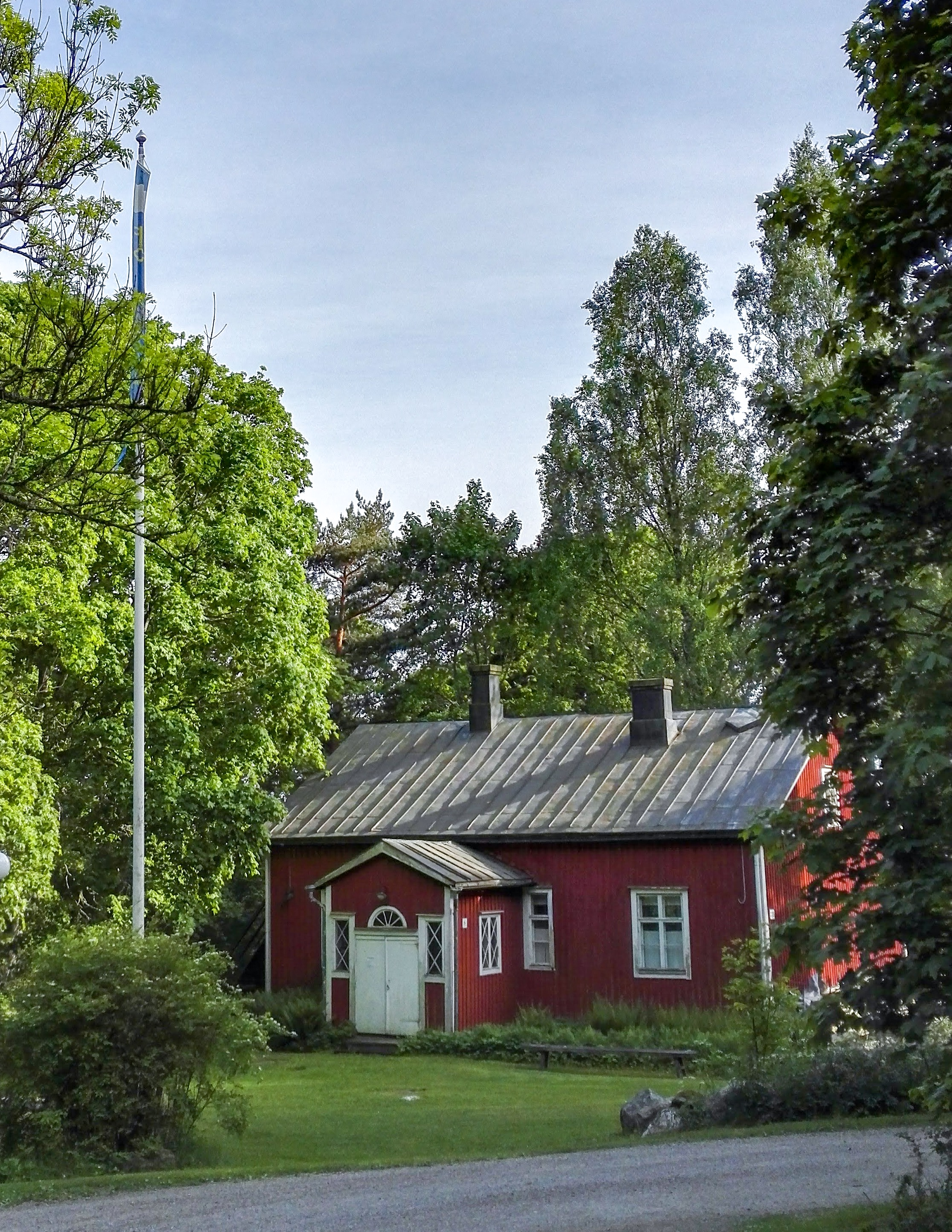
Sjundeå hembygdsmuseum.
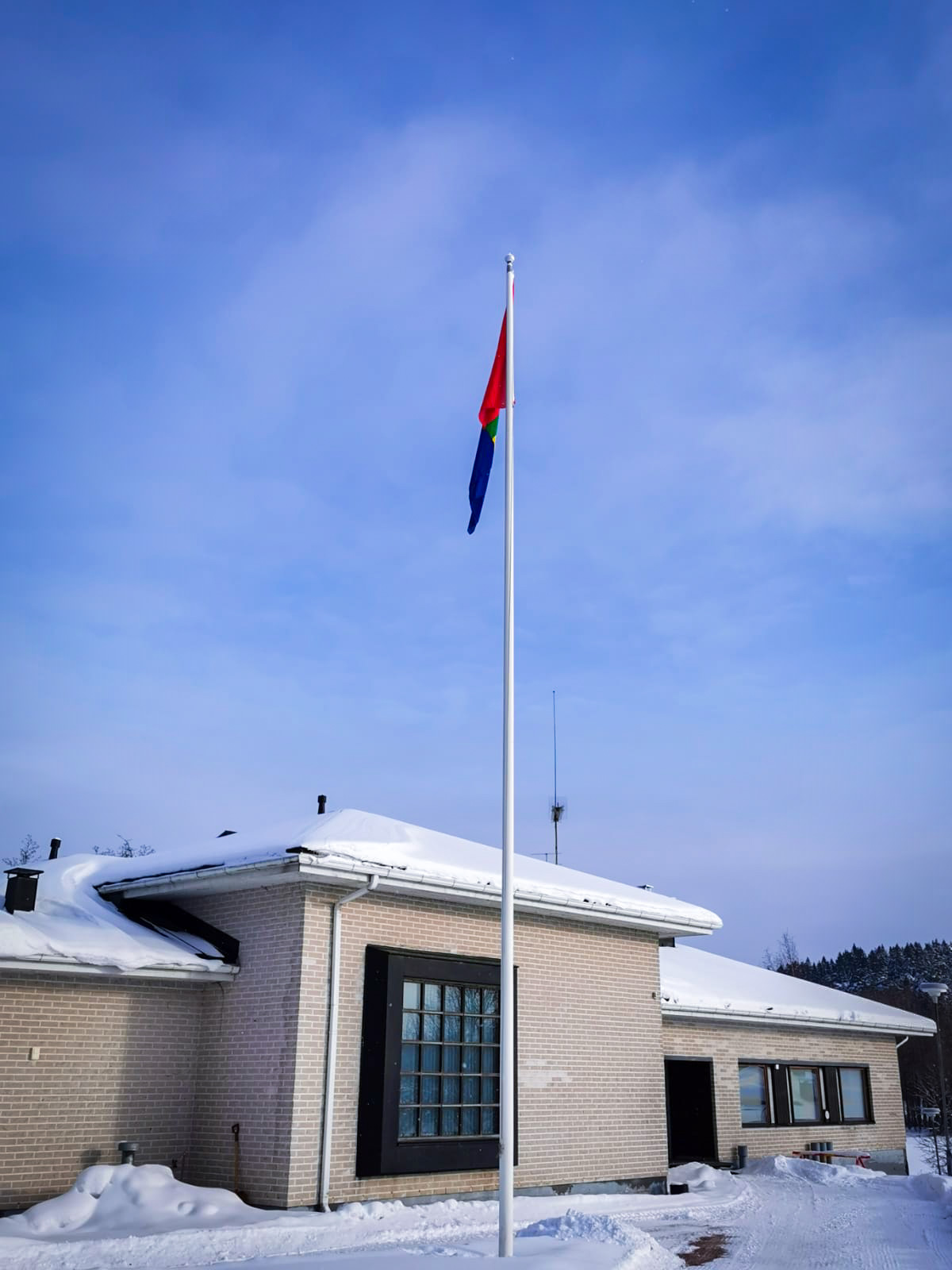
Sjundeå församlingshem där även församlingskansliet ligger.
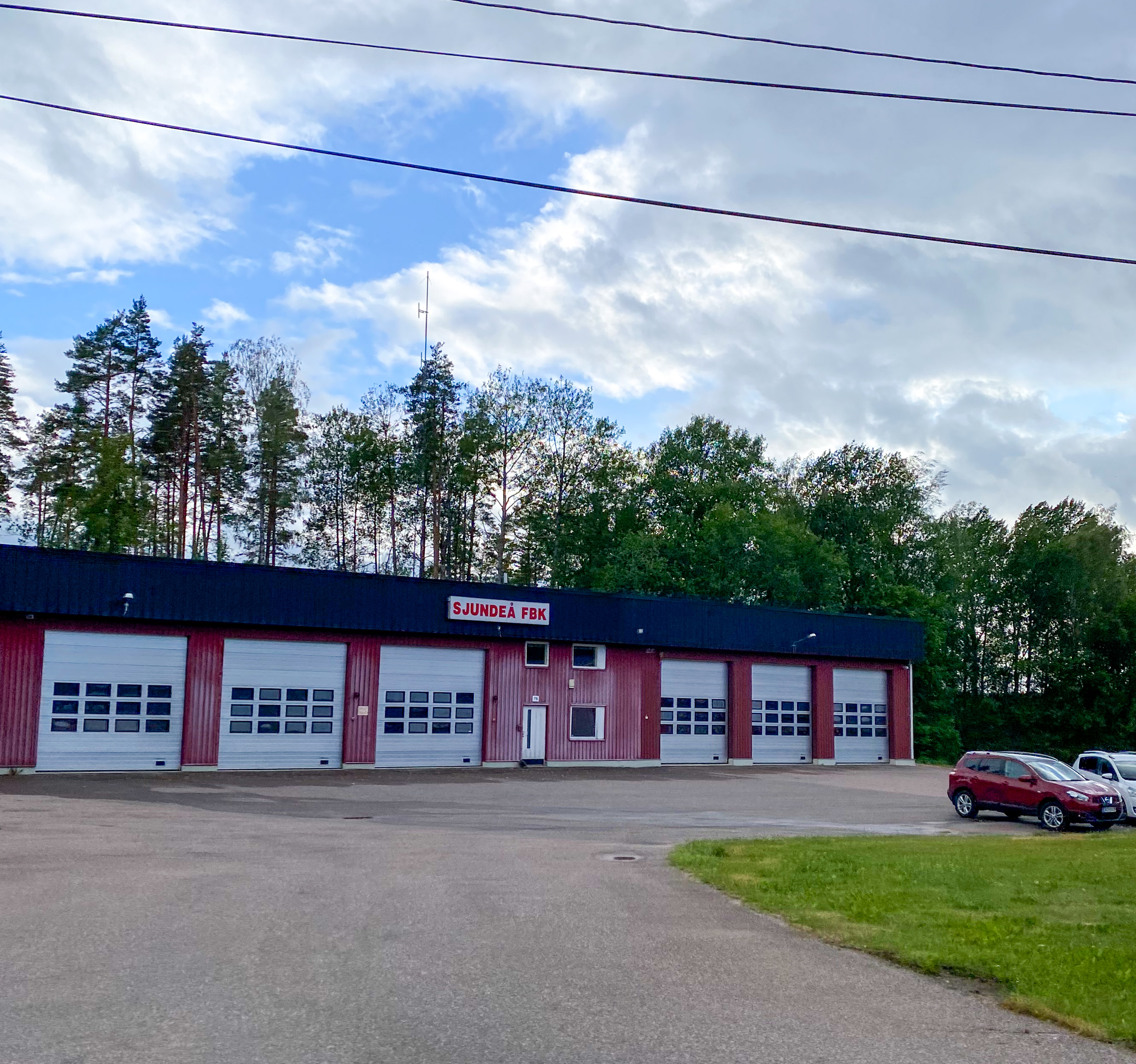
Sjundeå FBK.
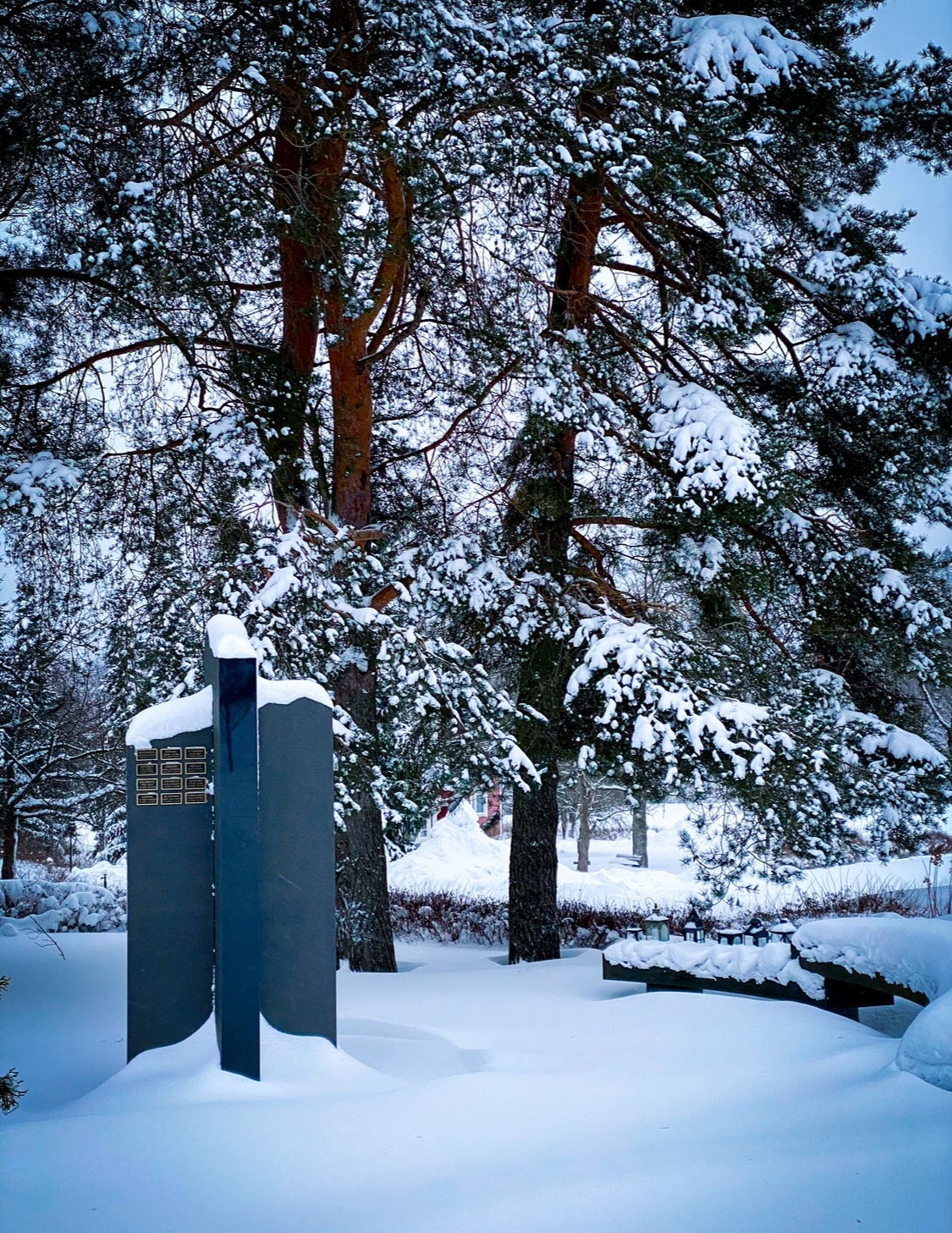
Minneslunden på Sjundeå begravningsplats.